# Góry Transantarktyczne
Góry Transantarktyczne (ang. Transantarctic Mountains, fr. Chaîne Transantarctique, hiszp. Montañas Transantárticas, norw. Den Transantarktiske Fjellkjeden) – główny system górski Antarktydy, ciągnący się na długości około 3200 km od Ziemi Wiktorii nad Morzem Rossa do Ziemi Coatsów nad Morzem Weddella, dzielący kontynent na dwa wielkie regiony Antarktydę Wschodnią i Antarktydę Zachodnią.

## Nazwa
Nazwa opisowa Transantarctic Mountains została zarekomendowana w 1962 roku przez Advisory Committee on Antarctic Names (tłum. „Komitet doradczy ds. nazewnictwa Antarktyki”) przy United States Board on Geographic Names (tłum. „Radzie ds. Nazw Geograficznych Stanów Zjednoczonych”) . Określenie transantarctic (pol. „transantarktyczne”) jest przydatne z geograficznego i geologicznego punktu widzenia, choć sam system górski nie ma charakteru prawdziwie transantarktycznego .

## Geografia
Góry Transantarktyczne to główny system górski Antarktydy, ciągnący się na długości około 3200 km od Ziemi Wiktorii nad Morzem Rossa do Ziemi Coatsów nad Morzem Weddella . Dzielą kontynent na dwa wielkie regiony Antarktydę Wschodnią i Antarktydę Zachodnią , a same leżą w Antarktydzie Wschodniej – granicę między regionami wyznaczają ich północne stoki .
System tworzy szereg łańcuchów górskich od Ziemi Oatesa i północnej Ziemi Wiktorii, wzdłuż zachodniego wybrzeża Morza Rossa i po zachodniej i południowej stronie Lodowca Szelfowego Rossa do południowego krańca Lodowca Szelfowego Filchnera , obejmując m.in.:
- Góry Admiralicji[6]
- Pasmo Towarzystwa Królewskiego[8]
- Góry Horlicka[6]
- Pensacola Mountains[6]
- Góry Shackletona[6]
- Góry Królowej Maud[6]
- Góry Królowej Aleksandry[6]
- Góry Księcia Alberta[6]
- Thiel Mountains[2]
- Theron Mountains[2]

Najwyższym szczytem Gór Transantarktycznych jest Góra Kirkpatricka w Górach Królowej Maud wznosząca się na wysokość 4528 m n.p.m. 
Od wschodu, na całej swojej długości, Góry Transantarktyczne sąsiadują z lądolodem Antarktydy Wschodniej – East Antarctic Ice Sheet. Na zachodzie, od wysokości Lodowca Scotta do Ziemi Coatsów sąsiadują z lądolodem Antarktydy Zachodniej – West Antarctic Ice Sheet. Góry Transantarktyczne charakteryzują się występowaniem licznych lodowców . Leżą tu m.in.: Lodowiec Amundsena, Lodowiec Beardmore’a, Lodowiec Shackletona i Lodowiec Scotta .

### Geologia
Dokładny mechanizm tektoniczny wypiętrzenia Gór Transantarktycznych nie jest jednoznacznie ustalony . Góry leżą na granicy tektonicznej między kratoniczną Antarktydą Wschodnią a niekratoniczną Antarktydą Zachodnią . Ich powstanie oraz rola w tym procesie Ryftu Zachodnioantarktycznego pozostają przedmiotem dyskusji .
Szczyty i niektóre niżej położone partie gór są wolne od lodu, co pozwala na prowadzenie badań geologicznych. Odkryto w nich złoża węgli kopalnych, które mogą okazać się największymi na półkuli południowej lub nawet na świecie. Obecność radioaktywnych anomalii może wskazywać na występowanie tu toru lub uranu. W górach odkryto również skamieniałości, w tym wcześniej nieznane gatunki dinozaurów .

## Historia

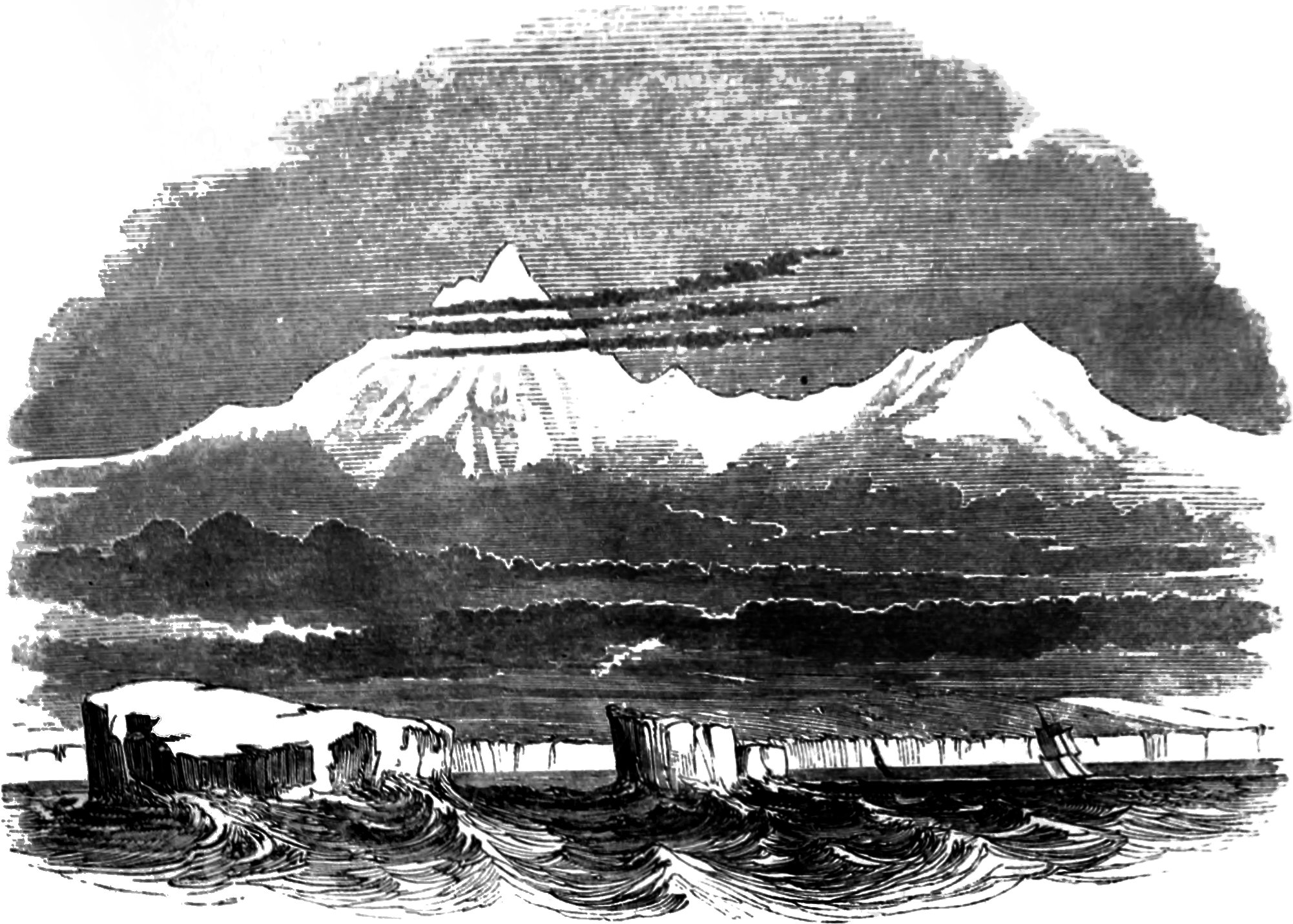
Mount Minto i Mount Adam, ilustracja z raportu Jamesa Clarka Rossa A voyage of discovery and research in the southern and Antarctic regions, during the years 1839–43 (1847)

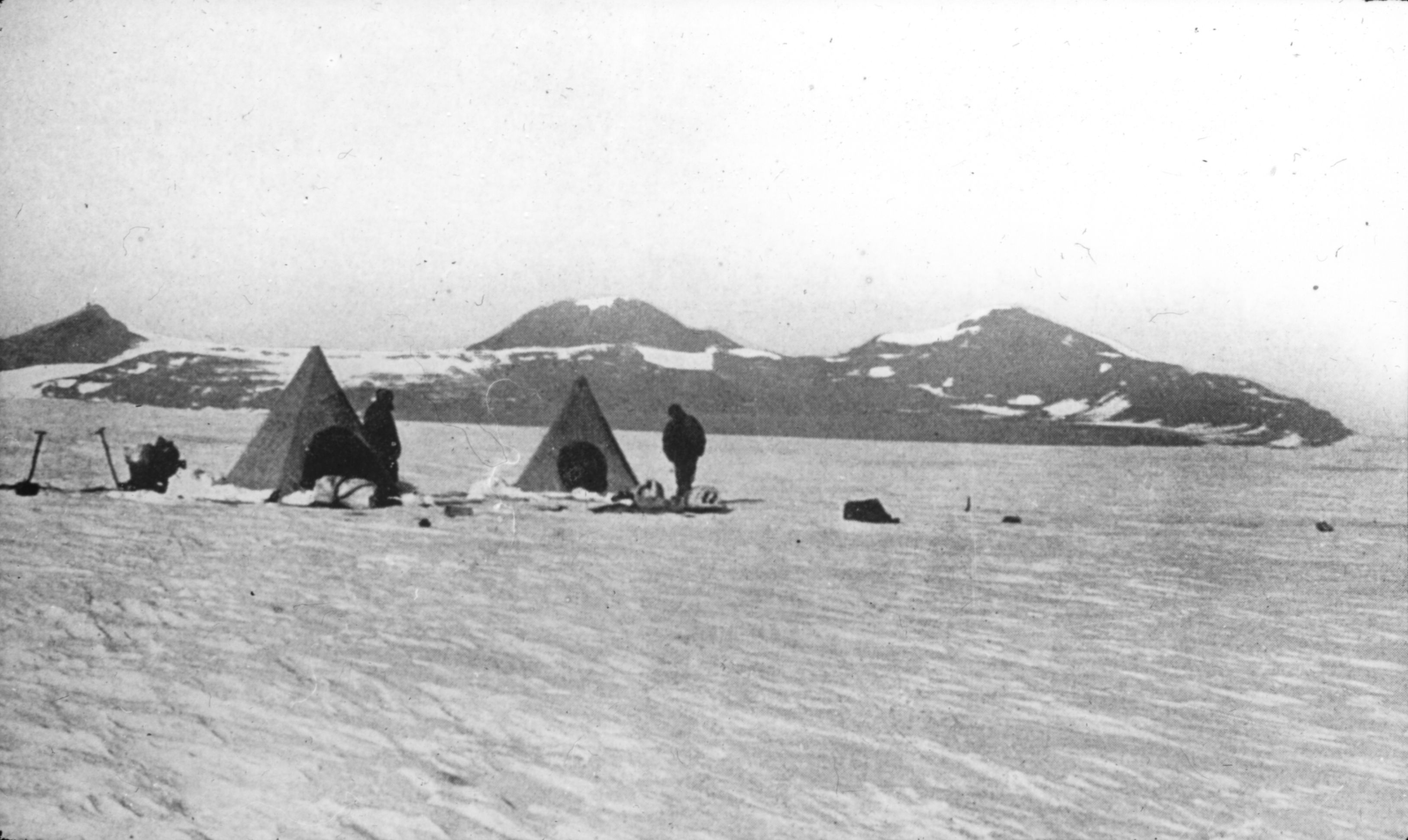
Obóz wyprawy Shackletona na Lodowcu Beardmore’a (1908)

Po raz pierwszy szczyty Gór Transantarktycznych dostrzegł w 1841 roku James Clark Ross (1800–1862) , który m.in. nazwał obszar wysokich szczytów, pasm i grzbietów górskich w północno-wschodniej części Ziemi Wiktorii na cześć dowództwa brytyjskiej Royal Navy – Admiralicji brytyjskiej – Górami Admiralicji .
W 1899 roku na Morze Rossa dotarła ekspedycja Carstena Borchgrevinka (1864–1934), która przezimowała w północnej Ziemi Wiktorii .
W listopadzie 1902 roku grupa członków ekspedycji Roberta Falcona Scotta (1868–1912) pod kierownictwem Alberta Armitage’a (1864–1943) eksplorowała góry południowej Ziemi Wiktorii, odkrywając ogromny lodowiec – Lodowiec Ferrara. W 1903 roku grupa pod kierownictwem Scotta pokonała Lodowiec Ferrara, przeprawiając się na Płaskowyż Polarny.
W grudniu 1909 roku przez Góry Transantarktyczne przeprawiła się wyprawa Nimroda (1907–1909) pod dowództwem Ernesta Shackletona (1874–1922), która przeszła Lodowcem Beardmore’a w drodze na biegun południowy ; tamtędy też wycofała się po nieudanej próbie zdobycia bieguna.
W listopadzie 1911 roku góry pokonała podczas udanej ekspedycji na biegun wyprawa Amundsena, która przeszła Lodowcem Axela Heiberga.
Badania gór rozpoczęto jednak dopiero w latach 40. i 50. XX wieku, w ramach amerykańskiej Operacji Highjump (1946–1947) i podczas Międzynarodowego Roku Geofizycznego (1957–1958). Wykonano wówczas liczne zdjęcia lotnicze.